# Vaterländische Union (Deutschland)
Die Vaterländische Union (Kurzbezeichnung: VU) war eine deutsche rechtsextreme Partei, die nur in Bayern aktiv war. Sie wurde 1949 gegründet und ging 1966 in der Nationaldemokratischen Partei Deutschlands auf.

## Geschichte
Die VU wurde im Frühjahr 1949 von Karl Feitenhansl gegründet. Die Partei erhielt eine Lizenz für die Stadt München und fiel schnell durch extrem nationalistische Äußerungen auf. Im September und Oktober 1949 wurden Parteiveranstaltungen von Gegendemonstranten gesprengt. Dem Vorsitzenden Feitenhansl wurde Anfang 1950 auf Grund neofaschistischer Aussagen vorübergehend jede politische Betätigung verboten, im Juni 1950 kam er für vier Tage in Haft.
Zur Landtagswahl in Bayern 1950 beteiligten sich Vertreter der VU am Wahlblock der Kriegsgeschädigten-Heimatvertriebenen-Entrechteten, der von Anhängern Otto Strassers organisiert wurde. Der Wahlblock erreichte 0,57 %.
Die VU trat eigenständig erstmals 1953 zur Bundestagswahl an, stellte aber nur Direktkandidaten in Bayern auf, die insgesamt auf 0,05 % der Erststimmen in Bayern kamen. Bei der Landtagswahl in Bayern 1954 erreichte die VU 0,14 % der Stimmen. Die Bundestagswahl 1957 wurde ebenso wenig erfolgreich abgeschlossen, die VU bekam 0,08 % der Stimmen in Bayern. Beim letzten Wahlantritt bei der Landtagswahl 1962 erhielt die Partei 0,05 % der Stimmen und landete damit auf dem letzten Platz der angetretenen Parteien.
Die VU ging 1966 in der NPD auf, die im gleichen Jahr in den Bayerischen Landtag einzog.